# Bryan Angulo
Bryan Dennis Angulo Tenorio (Guayaquil, 30 novembre 1995) è un calciatore ecuadoriano, attaccante del Mushuc Runa.

## Caratteristiche tecniche
È un centravanti.

## Carriera

### Nazionale
Il 21 novembre 2018 ha esordito con la nazionale ecuadoriana disputando l'amichevole vinta 2-1 contro Panama.

## Palmarès

### Club

#### Competizioni nazionali
- Campionato messicano: 1

Cruz Azul: 2020-2021
- Supercoppa del Messico: 2

Cruz Azul: 2021, 2022